# 2006年セントルシア総選挙
2006年セントルシア総選挙（2006ねんセントルシアそうせんきょ）は、2006年12月11日に行われたセントルシアの選挙。選挙は主にセントルシアの政治を主導したセントルシア労働党と連合労働者党の間で戦われた。結果はジョン・コンプトン率いる連合労働者党が8議席増の11議席を獲得して、6議席の労働党に勝利した。

## 背景
前回と前々回の1997年セントルシア総選挙、2001年セントルシア総選挙はいずれもセントルシア労働党の勝利に終わり、特に後者では労働党が14議席、連合労働者党が3議席という大差だった。
しかし、すでに引退していたジョン・コンプトンが2005年に復帰して野党の連合労働者党を再び率いた。コンプトンは1979年にセントルシアを独立に導き、1982年から1996年に辞任するまでセントルシアの首相を務めたという実績がある者だった。コンプトンは党首選でヴォーン・ルイスを破って当選、ルイスは後に労働党に転じて2006年の選挙を戦った。
2006年3月にカストリーズ中部で行われた補欠選挙は12月の総選挙まで続く長い選挙戦の始まりとなった。この選挙区では前回も前々回も労働党が勝利したが、補欠選挙では無所属のリチャード・フレデリックが勝利した。フレデリックは後に連合労働者党に加入、同党の候補として選挙戦に立った。

## 選挙戦
連合労働者党は選挙戦で犯罪が上昇していることを争点とし、当選した場合に対処すると公約した。党首コンプトンは犯罪率上昇の要因が失業であるとして、失業対策を公約した。セントルシアにおけるバナナ業の復活も公約したほか、労働党の汚職と縁故主義を指摘した。一方でコンプトンが81歳と高齢だったことは労働党に攻撃された。
与党の労働党は過去数年間の経済発展という実績を強調した。セントルシアにおける犯罪に引き続き対処するとし、殺人罪を強制で死刑とすると公約した。セントビンセント・グレナディーン首相とドミニカ国首相も労働党支持を表明した。
セントルシアの警察総長は2006年の選挙がそれまでの選挙で一番平和だったと形容した。カリブ共同体と米州機構が選挙監察員を派遣した。選挙が近づくにつれて行われた4回の世論調査では2回が労働党有利、2回が連合労働者党有利と傾向が明らかではなかった。また、選挙の2日前に世論調査の結果が発表されたが、11月25日から26日にかけて行われたものであったため連合労働者党はそれが「笑い種」とした。

## 結果
結果は連合労働者党が17議席のうち11議席を獲得して過半数を確保した。連合労働者党は得票では2,000票（得票率で3%）上回る程度だったが、5議席上回る安定多数となった。選挙の結果、ジョン・コンプトンが首相ケニー・アンソニーの後任になり、コンプトンは81歳の高齢で首相に就任した。
| 政党                                              | 得票   | %    | 議席 | +/– |
| ------------------------------------------------- | ------ | ---- | ---- | --- |
| 連合労働者党                                      | 38,894 | 51.3 | 11   | +8  |
| セントルシア労働党                                | 36,604 | 48.3 | 6    | –8  |
| 無所属                                            | 258    | 0.3  | 0    | 0   |
| 合計                                              | 75,756 | 100  | 17   | 0   |
| 投票率                                            | –      | 58.5 | –    | –   |
| 出典: Summary election results – 11 Dec 2006, OAS |        |      |      |     |

### 選挙区ごとの結果
選挙区ごとの結果は下記の通り。
| 選挙区                      | 当選者                       | 政党                         |
| --------------------------- | ---------------------------- | ---------------------------- |
| アンス・ラ・レイ/カナリーズ | キース・モンデサー           | 連合労働者党の議席獲得       |
| バボンノー                  | エゼキエル・ジョゼフ         | 連合労働者党の議席獲得       |
| カストリーズ中部            | リチャード・フレデリック     | 連合労働者党の議席獲得       |
| カストリーズ東部            | フィリップ・ピエール         | セントルシア労働党の議席維持 |
| カストリーズ北部            | スティーブンソン・キング     | 連合労働者党の議席獲得       |
| カストリーズ南部            | ロバート・ケネディ・ルイス   | セントルシア労働党の議席維持 |
| カストリーズ南東部          | ガイ・ジョゼフ               | 連合労働者党の議席獲得       |
| ショゼール                  | ルフス・ブーケ               | 連合労働者党の議席獲得       |
| デナリー北部                | マーカス・ニコラス           | 連合労働者党の議席維持       |
| デナリー南部                | エドムンド・エステファン     | 連合労働者党の議席獲得       |
| グロス・イスレット          | レナート・モントート         | 連合労働者党の議席獲得       |
| ラボリー                    | アルヴァ・バプティスト       | セントルシア労働党の議席維持 |
| ミクッド北部                | ジョン・コンプトン           | 連合労働者党の議席維持       |
| ミクッド南部                | アルシン・ジェームズ         | 連合労働者党の議席維持       |
| スフレ                      | ハロルド・ダルソン           | セントルシア労働党の議席維持 |
| ビュー・フォート北部        | モセス・ジーン・バプティスト | セントルシア労働党の議席維持 |
| ビュー・フォート南部        | ケニー・アンソニー           | セントルシア労働党の議席維持 |